# اروین فرانتسکوویاک
اروین فرانتسکوویاک (آلمانی: Erwin Franzkowiak; ۲۹ نوامبر ۱۸۹۴ – ۱۹ مارس ۱۹۸۴) بازیکن هاکی روی چمن اهل آلمان بود.